# Miguel Gila
Miguel Gila (né le 12 mars 1919 à Madrid et mort le 13 juillet 2001 à Barcelone) est un humoriste espagnol, qui a débuté comme dessinateur de presse et auteur de bande dessinée en 1941, devient comédien en 1951, puis se fait connaître pour ses programmes radiophoniques et ses films satiriques. De 1968 à 1985, il s'exile volontairement en Argentine.

## Prix
- 1999 : prix international d'humour Gat Perich, pour l'ensemble de son œuvre